# Frederick Ranalow
Frederick Ranalow (Dún Laoghaire, 7 novembre 1873 – Londra, 8 dicembre 1953) è stato un baritono irlandese che si distinse nell'opera, oratorio e teatro musicale, ma il cui nome è ora principalmente legato al ruolo del capitano Macheath nell'opera ballata L'opera del mendicante, che ha cantato quasi 1.500 volte. Era anche un attore comprimario e scrittore di canzoni.

## Biografia
Frederick Baring Ranalow nacque a Kingstown, nella Contea di Dublino. Fu portato in Inghilterra da giovane e all'età di 10 anni era corista nella Cattedrale di San Paolo a Londra; in seguito andò alla Westminster School e studiò sotto Arthur Oswald e Alberto Randegger alla Royal Academy of Music. Fu poi nominato Fellow della RAM in onore della sua illustre carriera musicale.
Già nel 1895 cantava in oratori e cantate nella Queen's Hall, nella Royal Albert Hall e nei principali festival provinciali. Tra il 1904 e il 1929 cantò al Proms in 21 occasioni, in canzoni e brani d'opera. Fece tournée in Australia e Nuova Zelanda nel 1909 con Dame Nellie Melba.
Ranalow cantò con la Beecham Opera Company in ruoli come Figaro, Papageno, Hans Sachs, Falstaff e Il principe Igor, diventando particolarmente famoso per il suo Figaro durante la prima guerra mondiale. Nel 1919 Peter Warlock scrisse a Frederick Delius della sua ammirazione per il Falstaff di Ranalow in uno spettacolo sotto Eugène Goossens.
Ranalow apparve anche ne I racconti di Hoffmann, Il pipistrello, La bohème, Tristano e Isotta, Tannhäuser, Il segreto di Susanna, Louise, e Il crepuscolo degli dei.
Nel 1914 cantò nel Requiem di Giuseppe Verdi, con Agnes Nicholls ed altri. Il 28 gennaio 1916 creò il ruolo di Ned Travers nell'opera di Ethel Smyth, The Boatswain's Mate.
Nel 1920 interpretò il ruolo di Captain Macheath in L'opera del mendicante al Lyric Theatre, Hammersmith. Cantò in quel ruolo 1.463 volte e il suo nome è particolarmente associato a questo titolo. Cantò anche nel sequel, Polly.
Il 5 marzo 1921, alla Royal Albert Hall, fu il baritono solista con la Royal Choral Society nella prima esibizione di At the Abbey Gate di Stanford, op. 177, in quella che si rivelò l'ultima apparizione pubblica del compositore come direttore. Nel 1921, cantò ne Il sogno di Geronte di Elgar con la Royal Choral Society presso la Royal Albert Hall in un omaggio commemorativo al defunto Gervase Elwes, che era stato ucciso in un incidente ferroviario negli Stati Uniti. Nel 1922, la sua performance come baritono solista in A Sea Symphony di Ralph Vaughan Williams all'Oxford Festival fu salutato come il momento clou del festival.
La sua ultima apparizione al Proms avvenne il 21 agosto 1929, quando alcuni brani de L'opera del mendicante furono cantati per la prima volta al Proms.
In seguito apparve sul palcoscenico in ruoli teatrali e opere leggere, come Beloved Vagabond, The Toymaker of Nuremberg, Color Blind, Just a Kiss, Mother of Pearl, By Appointment, e il ruolo principale di Samuel Pepys in Mr Pepys (1926). Nel 1932, John Gielgud suggerì il suo nome a C. B. Cochran per la parte di Autolico in Il racconto d'inverno di Shakespeare.

### Cinema
Frederick Ranalow è apparso in alcuni film, come: 
- The King's Highway (1927; come Macheath)
- The Lost Chord (1933)
- Autumn Crocus (1934; era apparso nella produzione teatrale di Londra nel 1931, prodotta da J. C. Williamson,[24] and also starring Jack Hawkins, Jessica Tandy and Martita Hunt[25])
- Who's Your Lady Friend? (1937)
- The Knight of the Burning Pestle (TV, 1938)
- Uncle Silas (1947).[26]

### Compositore
È stato anche il compositore di alcune canzoni. L'arrangiamento di Roger Quilter della canzone folk ''Barbara Allen'' era originariamente dedicata a Ranalow, ma fu ridedicato al nipote di Quilter, Arnold Guy Vivian, quando la composizione fu inclusa nell'Arnold Book of Old Songs nella sua pubblicazione nel 1950. Nel 1925 ha realizzato un arrangiamento in chiave classica della filastrocca B.I.N.G.O.
Frederick Ranalow morì a Londra nel 1953, a 80 anni.

### Incisioni
Ranalow ha realizzato diverse registrazioni. Tra queste figurano:
- Registrazione acustica del 1920 de L'opera del mendicante sotto Frederic Austin;[28] tre brani (My heart was free, How happy I could be with either, "If the heart of a man") sono inclusi nel disco HMV "Great British Basses and Baritones"
- Archibald Grosvenor nella registrazione del 1921 dell'operaPatience[29] (sostituì Robert Radford, la cui interpretazione era stata contestata da Rupert D'Oyly Carte.[30]
- Sir Joseph Porter nella registrazione del 1922 di H.M.S. Pinafore[31]
- Sharpless nella prima registrazione in lingua inglese di Madama Butterfly, con Rosina Buckman nel ruolo della protagonista[31]
- Estratti dall'opera di Dame Ethel Smyth The Boatswain's Mate, con Rosina Buckman e Courtice Pounds;[31] tutti e tre i cantanti erano apparsi nella prima esecuzione
- Varie canzoni[32] tra cui The Floral Dance.[33]

### Vita privata
Ranalow sposò Lillian Mary Oates, la sorella del Capitano Lawrence Oates ed ebbero un figlio e una figlia. Il loro figlio Patrick Baring Oates Ranalow, nato il 21 agosto 1914, era tenente pilota nella Royal Air Force Volunteer Reserve. Morì in servizio attivo l'8 aprile 1945 e fu sepolto nel Cimitero di Guerra di Becklingen, in Germania.